# Milledgeville (Tennessee)
Pour les articles homonymes, voir Milledgeville.
Milledgeville est une municipalité américaine de l'État du Tennessee. Selon le recensement de 2010, Milledgeville compte 265 habitants et s'étend sur 1,61 mille carré (4,17 km2).

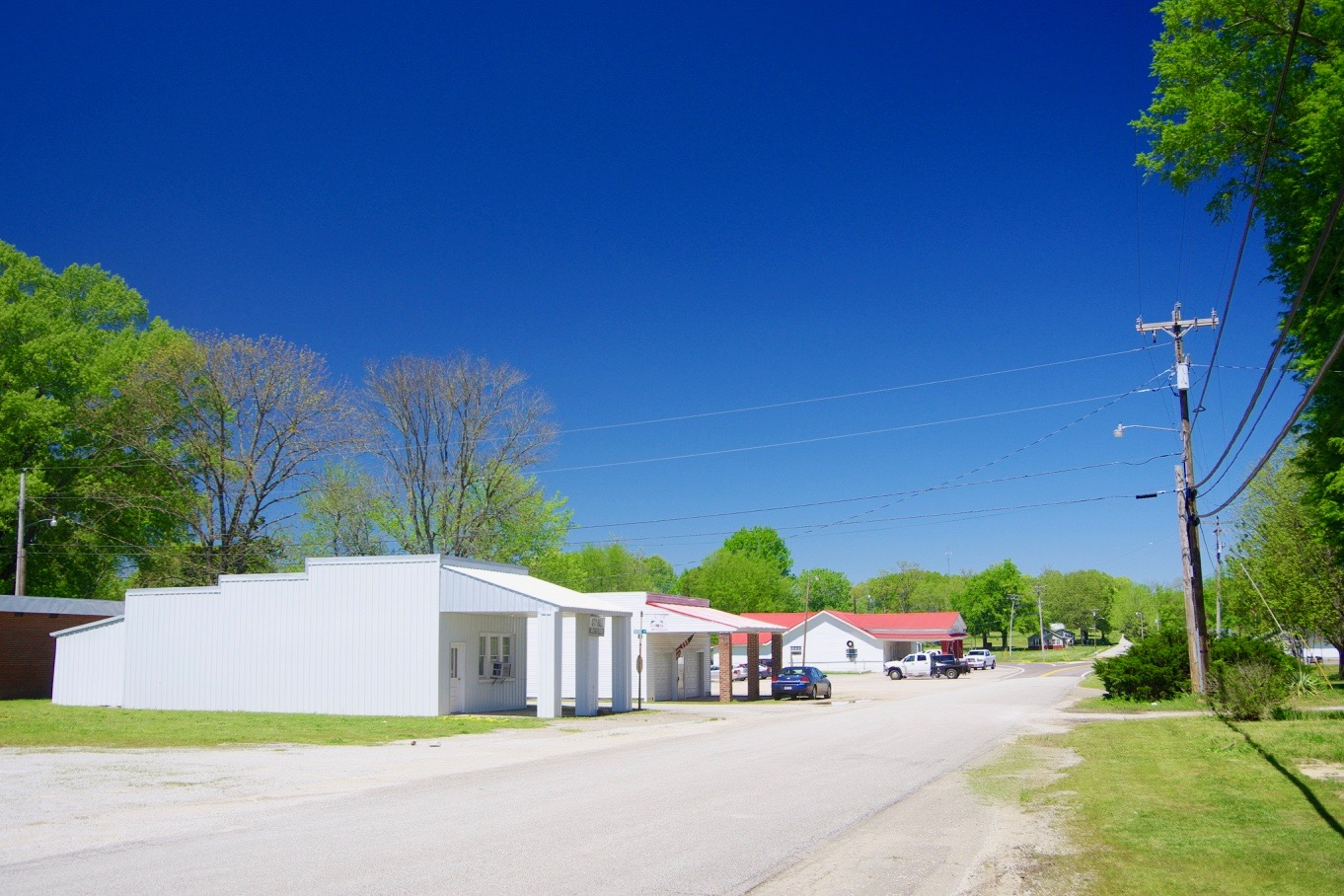
Rue Main

Milledgeville est située en partie sur trois comtés :
- le comté de Chester : 77 habitants sur 0,66 mille carré (1,71 km2) ;
- le comté de Hardin : 56 habitants sur 0,47 mille carré (1,22 km2) ;
- le comté de McNairy : 132 habitants sur 0,48 mille carré (1,24 km2).

Milledgeville est une municipalité depuis 1903.